# Colegio Emblemático Luis Fabio Xammar Jurado
El Colegio Emblemático Luis Fabio Xammar Jurado es una institución educativa de la ciudad de Huacho, Perú. Inició sus labores el 2 de mayo de 1947. Actualmente tiene la categoría de Institución Educativa Emblemática Nacional. En el 2016, según estadísticas del Ministerio de Educación de Perú, tenía más de 3600 estudiantes, lo que convierte en la tercera institución educativa pública peruana con el mayor número de estudiantes, después del Colegio San José de Chiclayo y del Colegio Mariscal Cáceres de Huamanga, Ayacucho.

## Historia
El 16 de febrero de 1947 se da la Ley 10780, creándose el Colegio Nacional de Segunda Enseñanza.  El Colegio Nacional, inicia sus labores el 2 de mayo de 1947, con 53 estudiantes y 2 secciones de primero de secundaria, en la casa del Teniente EP (r) Augusto Morales Palomino, situada en la calle Coronel Portillo Nª 195 (Huacho). Su primer director fue el Dr. Eloy Cerna Dextre y entre sus primeros profesores estaban Germán Alegre, Santiago Canales, Carlos Carrión, Santiago Ramírez, Luis Sebastián Rondón, Daniel Medina (Educación Física) y  el Alférez EP Jaime Santa Cruz (instructor de Pre-Militar). 
Mediante Resolución Suprema Nª 1989 del 31 de julio de 1948, el Colegio Nacional de Varones de Huacho, recibe la denominación de “Luis Fabio Xammar”, con la finalidad de “honrar la memoria de los valores nacionales que con su obra contribuyen al fomento de la cultura del país”.
En el año 1950 se integran al profesorado del Colegio, la Dra Petronila Marzal, el profesor Gilberto Valdivia, el profesor de artes plásticas Felipe "Tio" Chang y el profesor de música Juan Jesús Pichilinge.  Por ese mismo año, el Colegio empieza a funcionar en cuatro locales: "Alfonso Ugarte", "San Roman", "Salaverry", y la sede principal que estaba ubicada en la esquina de las calles Bolívar y Dos de Mayo.
Mediante el Decreto Supremo Nº 66, de 11 de diciembre de 1963, se eleva al Colegio Nacional, a la categoría de Gran Unidad Escolar, firmada por el Arqº Fernando Belaúnde Terry, Presidente Constitucional de la República y el Doctor Francisco Miró Quesada Cantuarias, Ministro de Educación Pública.

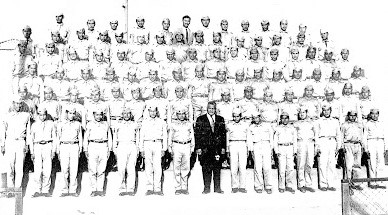
Promoción 1962 de la GUE Luis Fabio Xammar-Huacho

El terremoto del lunes, 17 de octubre de 1966, destruyó su recientemente construido local. Afortunadamente, más de 500 estudiantes salvaron de morir debido a que el subdirector Gilberto Valdivia declaró asueto tras el campeonato de futbol obtenido el sábado anterior.
A partir del año 1970, se amplió el servicio al nivel Primaria con la numeración Nº 20821.En el año de 1971 se creó el Instituto Nacional de Comercio Nº 79 como parte integrante de la gran Unidad Escolar Luis Fabio Xammar. 
Desde el año 1978 mediante Resolución Ministerial Nº 1380-78-ED, la gran Unidad Escolar “Luis Fabio Xammar” pasa a denominarse centro base “Luis Fabio Xammar”. También desde 1978, en base al sistema educativo de coeducación, se empieza a ofrecer el servicio educativo a varones y mujeres en sus dos niveles de educación.
Por Resolución Ministerial No 0318-2010-ED,  del 25 de octubre de 2010 es elevado a la categoría de Institución Educativa Emblemática.

## Directores
- Dr. Eloy Cerna Dextre (1947-1949, Director y Fundador.)[4]
- Dr. Adolfo Contreras Duclos (1949-1955)
- Dr. ACarlos Felipe Danos Ledesma (1965-1969)
- Prof. Gilberto Valdivia Tarrillo (1970-1975)
- Prof. Gabino Enrique Angeles Palomino (1977-1981)
- Prof. Oscar Payco Nieto (1983-1991)
- Rev. Padre Angel Bisso Andrade (1992-1996)
- Lic. Ana  Rosa Fatima Talavera Valdivia (2006-2022)
- Mg. Esteban Domingo Ramos Huamán (2022)
- Mg. Lola Jurado Gora (2022)
- Mg. Zuly Nelly Paredes Olivera (2022)
- Dr. Rómulo Dolores Nolasco (2023)
- Mg. José Antonio Serpa Estupiñan (2024 - act.)

## Profesores Destacados
- Máximo Valentín Montes (Biología y Química) PALMAS MAGISTERIALES,
- Verónica Malena Durán Matos (Lengua y Literatura) PALMAS MAGISTERIALES,
- Esteban Ramos Huamán (Lengua y Literatura) PALMAS MAGISTERIALES,
- Olga Cóndor Villarreal (Matemática),
- Carmen Ramirez(Inglés)
- Marcos Carquin (Inglés)
- Felipe Chang (artes plásticas),
- Oscar Paico Nieto (Educación física),
- Juan Jesús Pichiling (Música),
- Lauro Tovar Gutiérrez (Historia)
- Enrique Angeles Palomino (Educación Física)
- Javier Fernández De La Rosa (Lengua y Literatura)
- Mariano Infantes Rosado (Biología y Anatomía)
- Gliford Getulio Racacha Valladares (Ciencias Sociales)
- Samuel Cornelio Abad (Lenguaje)
- Manuel Mendoza Cruz (Lenguaje)
- Ricardo Bustamante Abad (Historia)
- Sonia Chagray Suárez (Educación Artística)
- Luis Dolores Nolasco (Ciencia y Tecnología)
- Eduardo Hugo Fernández Y Gestro (Historia y Geografía)

## Exalumnos Destacados
- Lic. Pedro Zurita Paz (Prom 1966). Fue alcalde de la Provincia Huaura-Huacho del 2007 hasta su muerte acaecida el 2010.[5]
- Dr. Leoncio Acuña Fernández (Prom 1971). Destacado cirujano de Tórax del Hospital Regional de Huacho y de la Clínica Médica Cayetano Heredia de Lima. Falleció de covid el 22 de agosto del 2020.[6][7]
- Lic. Jorge Humberto Barba Mitrani (Prom 1975). Alcalde de la Provincia Huaura-Huacho por el periodo 2015-2018.[8]
- Lic. Gliford Getulio Racacha Valladares (Prom1973). Director de la USE 09 H-H 1999-2000. También Director Regional de Educación, Región Lima, designado luego de participar en un concurso nacional para dicho cargo. 2004-2005, cuando Miguel Ängel Mufarech era el Presidente Regional de Lima.
- Médico Santiago Yuri Cano La Rosa (Prom 1981). Fue alcalde de la Provincia Huaura-Huacho del 2010 al 2014. Actualmente ocupa el cargo.<ref>{{Enlace roto|1=Declaración Jurada de vida del candidato Santiago Yuri Cano La Rosa (enlace roto disponible en Internet Archive; véase el historial, la primera versión y la última). |2=http://aplicaciones007.jne.gob.pe/pecaoe/sipe/HojaVida.aspx?cod=c84dlh9MFKWGkRNlqSDOQw%3d%3d (enlace roto disponible en Internet Archive; véase el historial, la primera versión y la última).